# الدوري البرازيلي الدرجة الثالثة 2019
الدوري البرازيلي الدرجة الثالثة 2019 هو الموسم 30 من  الدوري البرازيلي الدرجة الثالثة. أقيم خلال الفترة 27 أبريل 2019 وحتى 6 أكتوبر 2019، وأشرف على تنظيمه اتحاد البرازيل لكرة القدم، وكان عدد الأندية المشاركة فيه  20، وفاز فيه نادي ناوتيكو.